# Acrotamnium
Acrotamnium is een monotypisch geslacht van schimmels uit de familie Thelephoraceae. Het bevat alleen de soort Acrotamnium violaceum.